# Daniel Joseph Feeney
Daniel Joseph Feeney (* 12. September 1894 in Portland, Maine, Vereinigte Staaten; † 15. September 1969, ebenda) war ein US-amerikanischer Geistlicher und römisch-katholischer Bischof von Portland.

## Leben
Daniel Joseph Feeney studierte nach dem Besuch der Portland High School am Grand Séminaire in Montréal. Er empfing am 21. Mai 1921 die Priesterweihe für das Bistum Portland. Er war in der Pfarrseelsorge in verschiedenen Gemeinden in Maine tätig und wurde später mit der Schulaufsicht im Bistum Portland betraut.
Papst Pius XII. ernannte ihn am 22. Juni 1946 zum Titularbischof von Sita und Weihbischof in Portland. Der Apostolische Delegat in den Vereinigten Staaten, Erzbischof Amleto Giovanni Cicognani, spendete ihm am 12. September desselben Jahres, seinem 52. Geburtstag, die Bischofsweihe; Mitkonsekratoren waren der  Bischof von Manchester, Matthew Francis Brady, und Louis Francis Kelleher, Weihbischof in Boston. Am 5. März 1952 wurde er zum Koadjutorbischof von Portland ernannt.
Mit dem Tod Joseph Edward McCarthys am 8. September 1955 folgte er diesem als Bischof von Portland nach. In seiner Amtszeit stieg die Zahl der Ordensniederlassungen und Schulen. Drei Sozialzentren, eine große Zahl von Pfarrsälen und die Diözesanverwaltung entstanden neu. Zu seinen größten Leistungen zählt die Entschuldung des Bistums durch Ablösung von zuvor ausgegebenen Anleihen bis zum Jahr 1963, wodurch die Diözese vor der drohenden Zahlungsunfähigkeit bewahrt wurde. In diese Zeit fielen auch die Gründung der katholischen Familienbewegung, der katholischen Jugendorganisation und der Vorläuferorganisationen der späteren Catholic Charities Maine.
Feeney nahm an allen vier Sitzungsperioden des Zweiten Vatikanischen Konzils als Konzilsvater teil. Anschließend initiierte er die vollständige Umgestaltung der damals fast hundertjährigen Kathedrale von Portland.
Im Februar 1967 wurde sein Koadjutorbischof Peter Leo Gerety zum Apostolischen Administrator des Bistums ernannt, nachdem eine schwere Erkrankung Feeney zunehmend an der Amtsausübung gehindert hatte. Die letzten Lebensmonate verbrachte er im Mercy Hospital von Portland. Da die Kathedrale zum Zeitpunkt seines Todes zur Umgestaltung geschlossen war, fand das Requiem in seiner Heimatpfarrei St. Dominics statt.